# 茅ヶ崎市立浜須賀中学校
茅ヶ崎市立浜須賀中学校（ちがさきしりつ はますかちゅうがっこう、英称: Chigasaki Shiritsu Hamasuka Junior High school）は、神奈川県茅ヶ崎市にある公立中学校。

## 概要
茅ヶ崎市内で8番目にでき、2007年（平成19年）5月1日現在市内で2番目に生徒数が多い中学校である。また、生徒のほとんどが浜須賀小学校、松浪小学校の卒業生である。
- 校歌 作詞、高村喜美子 作曲、大中寅二

## 沿革
- 1975年（昭和50年） - 創立
- 2002年（平成14年） - オーストラリアゴールドコースト市の小学生が来てホームステイを行なう[2]。
- 2005年 - 卒業生の宇宙飛行士である野口聡一がスペースシャトルディスカバリーに搭乗した際に、同校の中学生と交信を行なった[3][4]。

## 教育目標
1. 心身共に健康で調和のとれた人になろう。
2. 社会の進展に応じる能力のある人になろう。
3. 人間尊重の精神を重んじた生活のできる人になろう。

## 部活動
（部活動の主要な出典は地元紙より）
運動部
- 野球部
- サッカー部
- ソフトテニス部
- バレー部（男・女）
- バスケ部（男・女）
- 剣道部
- 卓球部（男・女）
- 陸上部
- ソフトボール部

文化部
- 吹奏楽部
- 弦楽合奏部
- 美術部
- 家庭部
- 新聞部

（弦楽合奏部は茅ヶ崎市内で唯一の部活動である）

## 通学区域
(通学区域の出典は茅ヶ崎市公式サイト)
| 町名       | 丁目   | 番地 |      |
| ---------- | ------ | ---- | ---- |
| 松が丘     | 一丁目 | 全域 | 全域 |
| 松が丘     | 二丁目 |      |      |
| 平和町     | 全域   | 全域 |      |
| 白浜町     | 全域   | 全域 |      |
| 菱沼海岸   | 全域   | 全域 |      |
| 浜須賀     | 全域   | 全域 |      |
| 若松町     | 全域   | 全域 |      |
| 旭が丘     | 全域   | 全域 |      |
| ひばりが丘 | 全域   | 全域 |      |
| 美住町     | 全域   | 全域 |      |
| 出口町     | 全域   | 全域 |      |

### 進学前小学校
- 茅ヶ崎市立浜須賀小学校
- 茅ヶ崎市立松浪小学校（一部）
- 茅ヶ崎市立緑が浜小学校（一部）

## 著名な卒業生
- 野口聡一（宇宙飛行士）
- 三井比佐子（歌手、女優）
- 黒岩健一郎（経営学者）
- 出口彩香（女子プロ野球選手）
- 茶谷健太（プロ野球選手）
- 小倉陽太（プロサッカー選手）